# Хліб

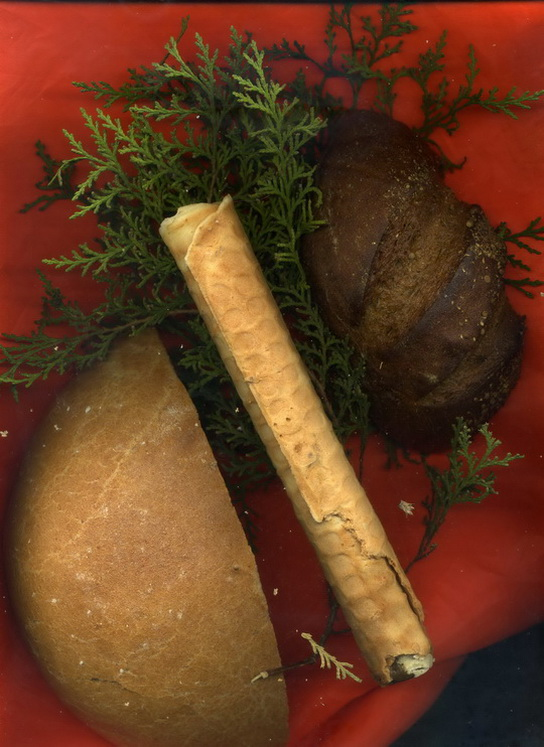
Хлібні вироби України.

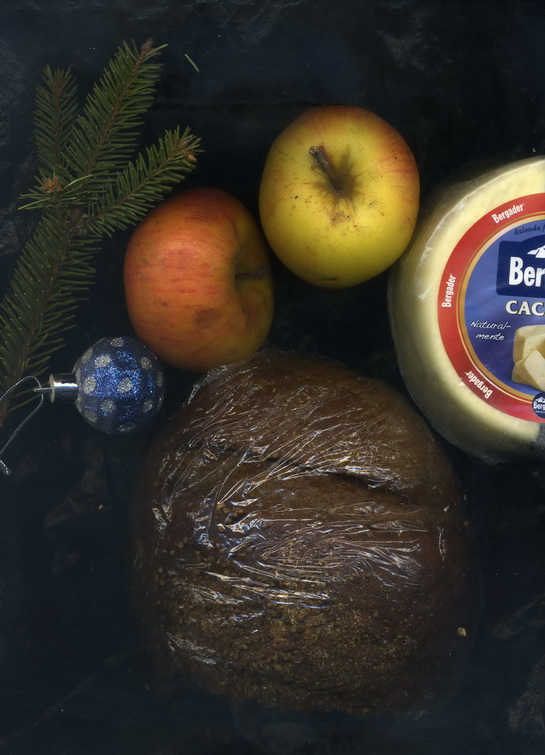
Український поліпшений хліб.

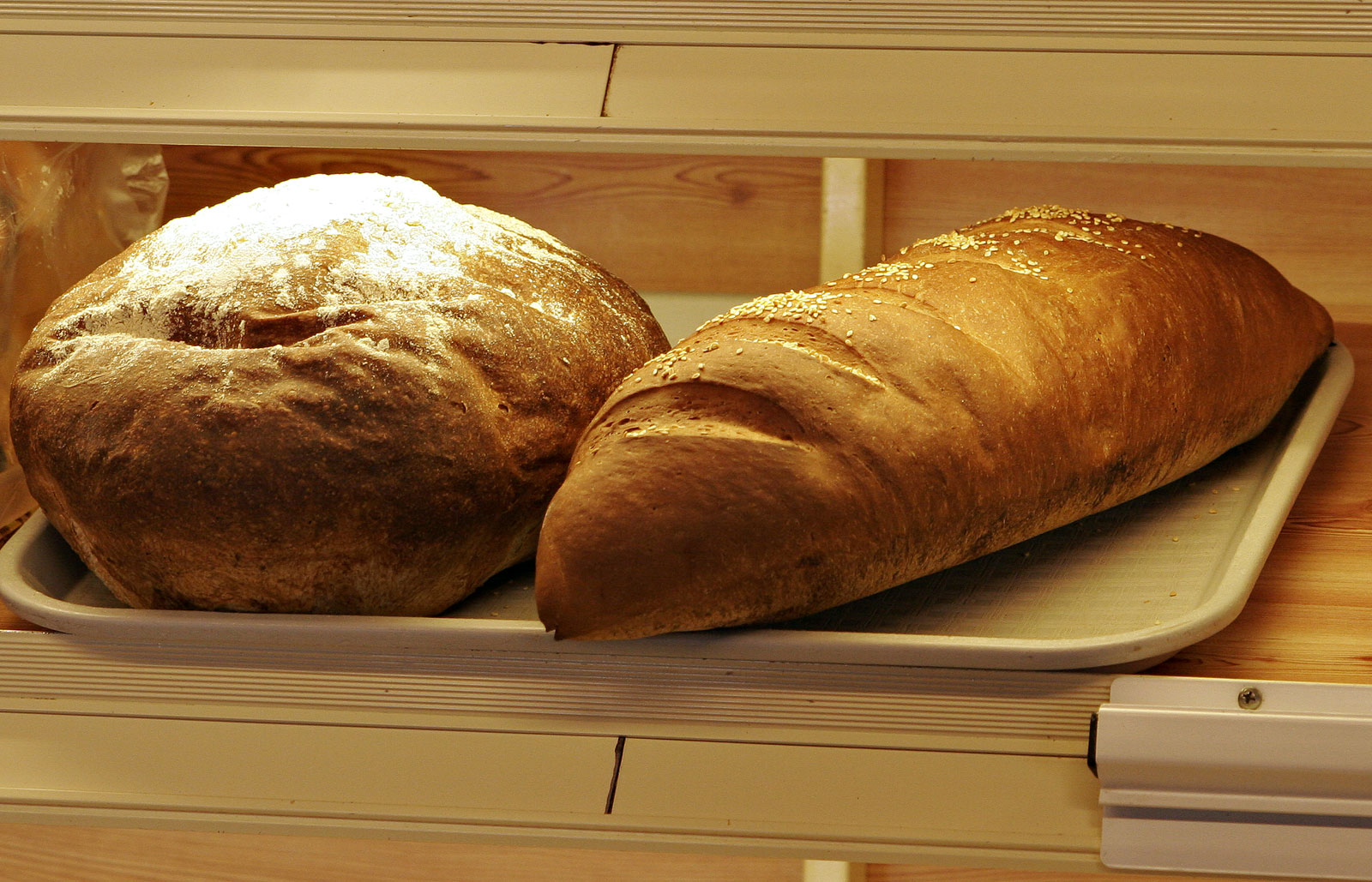
Хліб

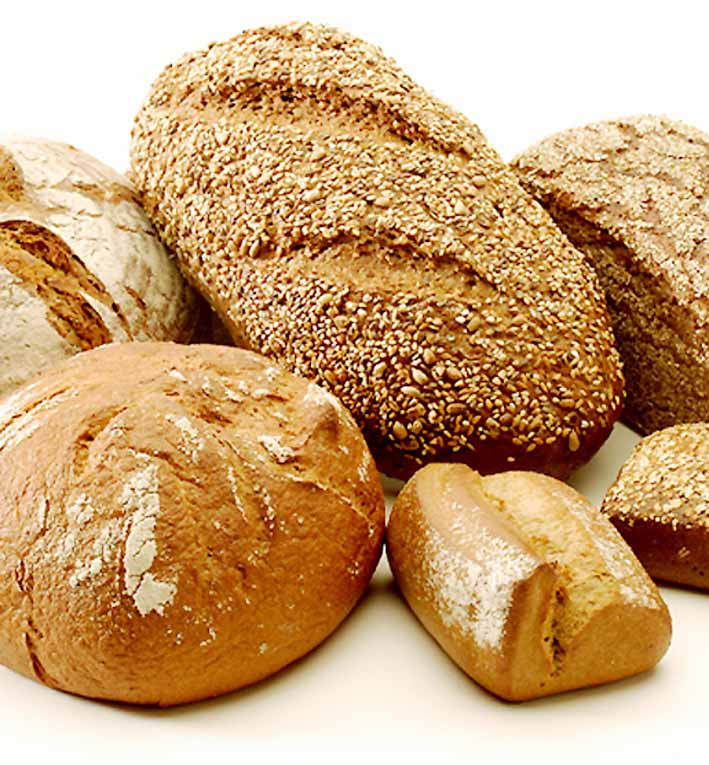
Хліб в Німеччині.

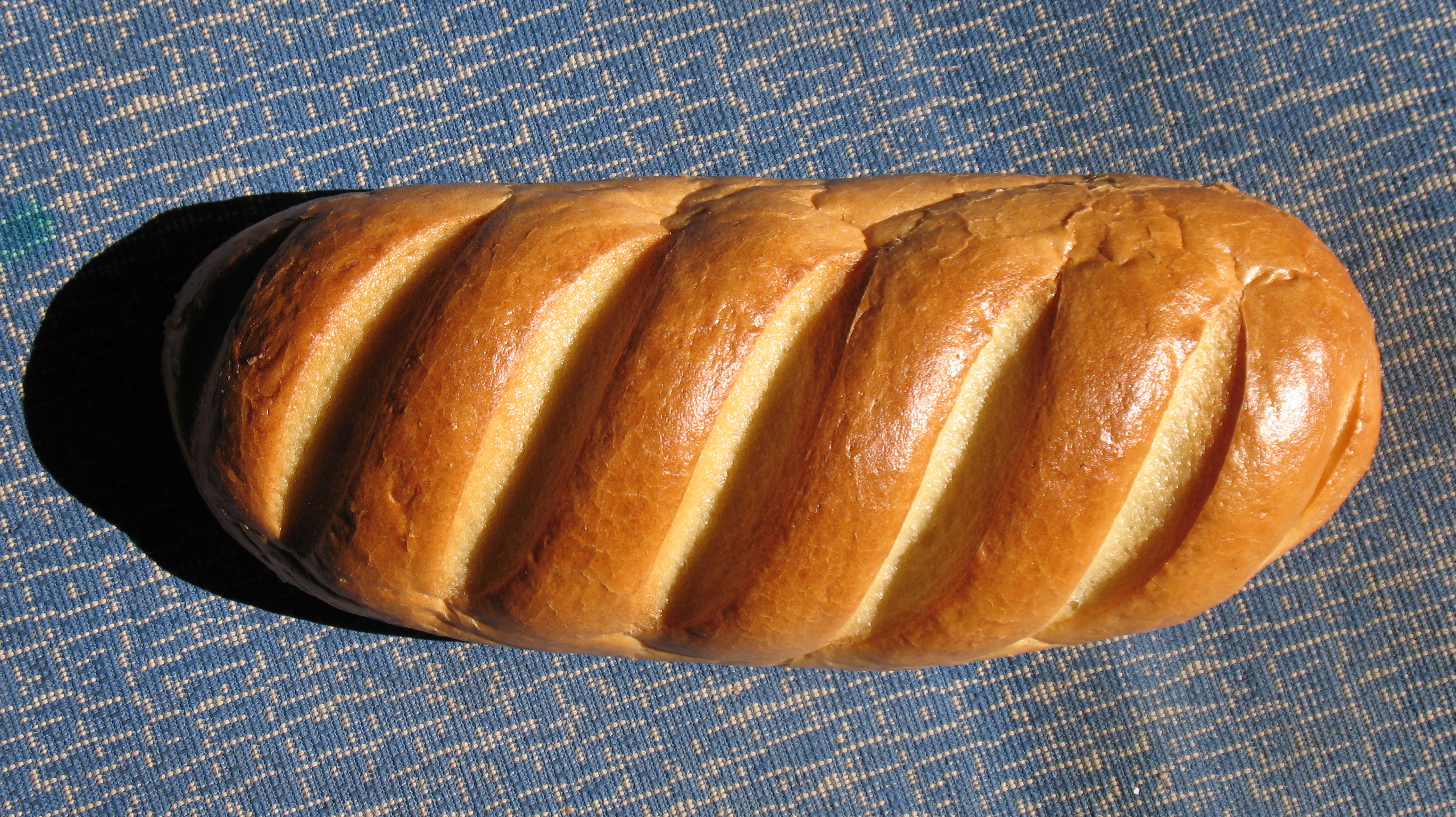
Слобожанський батон.

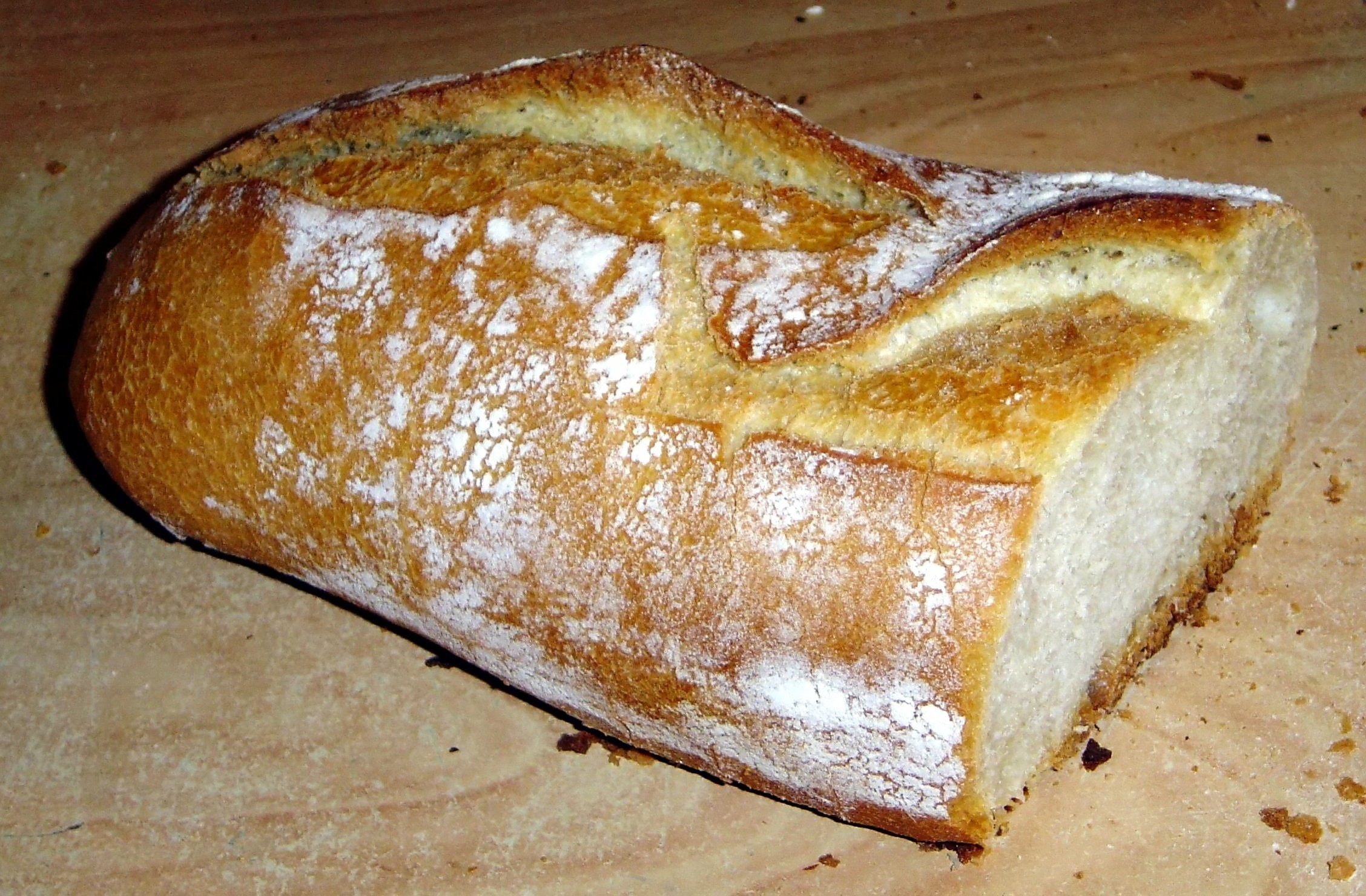
Французький хліб.

Хліб — харчовий продукт, що випікається з борошна. До хлібів відносять цілу групу основних продуктів, які виробляються способом випікання або смаження. Вихідним матеріалом є тісто, до складу якого входить борошно і вода, в які зазвичай додають дріжджі, закваску або розпушувач тіста. Можливі й інші додатки. Зовнішню частину хліба називають скоринкою, внутрішню — м'якушкою. Хліб є популярним харчовим продуктом європейців, жителів Близького Сходу та представників індійських культур.
За ДСТУ 2120-93:
- хліб — хлібобулочні вироби, маса яких більша за 500 г;
- хлібобулочні вироби — харчовий продукт, випечений з борошна, дріжджів, солі, води та додаткової сировини для хлібобулочних виробів.

## Етимологія
Українське слово хліб (біл. і рос. хлеб, д.-рус. хлѣбъ, пол. chleb, чеськ. chléb, словац. chlieb, в.-луж. chlėb, н.-луж. klěb, болг. хля́б, мак. леб, серб. хљѐб, хлѐб, словен. chlѐb, староцерк.-слов. хлѣбъ) походить від прасл. *xlěbъ. Припускається праслов'янське запозичення з прагерм. *hlaiba- («хліб», «паляниця», «вимішаний у діжі хліб»), пор. гот. hlaifs («хліб»), дісл. hleifr, давн-англ. hlāf, давн.в-нім. hleib, leib («хліб, хлібина»), нім. Laib («коровай»), які зіставляються з грец. χλίβανος («посуд для випікання хліба»). Окрім того, існує думка, що це спільно успадковане з індоєвропейської прамови слово, однак об'єднати слов'янські і германські форми в одній праформі (пра-і.є. *(s)klōibh-) досить важко. Ще менше підстав для припущення про європейське запозичення з урало-алтайського або з іншого джерела з груз. halli («смажене зерно») — множина xlebi.

## Історія

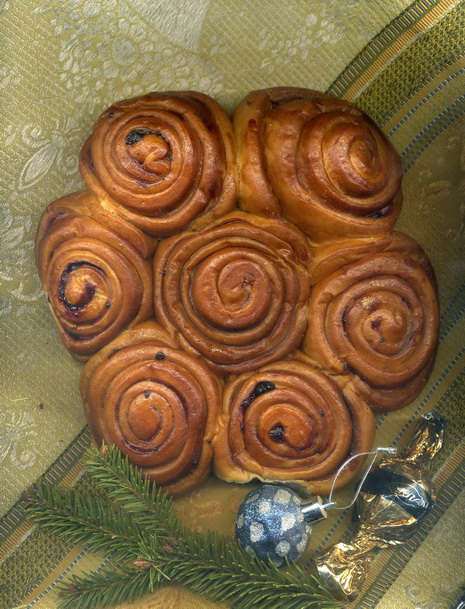
Українська здоба «Букет», Україна.

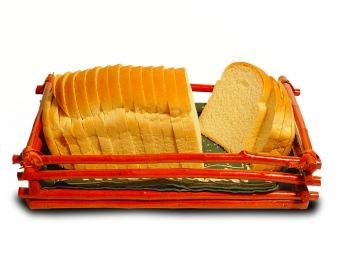
Нарізний хліб.

Людина вирощує зернові культури для харчування приблизно 10 000 років. Раніше зерно мололи, змішували з водою і їли як кашу. Пізніше із зерна дуже грубого помолу і води на гарячих каменях або в попелі пекли хлібні коржі. Подібний хліб і зараз готують у різних частинах світу, наприклад, мексиканську тортилью, індійські чапаті, шотландські та північноамериканські вівсяні коржики.
За результатами попередніх археологічних знахідок, хліб був відомий понад 5000 років (найдавнішій знахідці хлібних крихт з дикої пшениці — 14000 років). Хліб був важливим харчовим продуктом ранніх цивілізацій, зокрема в Єгипті, де вже в той час його у великих кількостях виготовляли в пекарнях. В античні часи єгиптяни мали прізвисько «хлібоїди». В березні 2024 року, за повідомленням турецького Університету Неджметтіна Ербакана, у південній провінції Туреччини під назвою Конья, на території археологічної пам'ятки Чаталгьоюк, знайдено найдавніший у світі хліб, вік якого оцінюють у 8600 років.
Вже між 2860 і 2840 роками до н. е. єгиптянам було відомо 30 сортів хліба. З Єгипту знання про випічку хліба через Грецію і Римську Імперію потрапили в Європу.
Навіть у період античності було велике різноманіття сортів хліба. У своєму творі грецький автор Автенеус описує різні види хліба, пирогів, печива та інших кондитерських виробів, які були доступні в класичний період. Серед хлібів він згадує корж, який пекли на сковорідці, медовий хліб, «грибний» хліб та військовий хліб, який пекли на рожні. Тип та якість борошна, яке використовувалося для приготування хліба, також були дуже різні. У той час римлянин Дифілус відзначав «хліб, виготовлений із пшениці, в порівнянні з ячмінним хлібом поживніший, легше засвоюється і, принаймні, смачніший».
Під час Середньовіччя хліб був не тільки основним харчовим продуктом, а й частиною сервірування столу.
Тепер для хлібопечення використовують зерно небагатьох видів сільськогосподарських культур: пшениці, жита, ячменю, кукурудзи, проса, рису. У минулому населення багатьох країн використовувало дикі борошнисті рослини. Такі рослини давали багаті на крохмаль і білки борошно не лише із зерна, але й з кореневищ, стебел тощо.
Отто Фредеріка Рогведдера вважають батьком нарізного хліба. 1912 року Рогведдер почав роботу над машиною, що нарізає хліб, але пекарні неохоче її використовували, бо боялися, що хліб швидше черствітиме. Це продовжувалося до 1928, коли Рогведдер створив машину, яка і нарізує, і упаковує хліб. Це значно збільшило популярність нарізного хліба. Пекарня в Чіллікоте, Міссурі була першою пекарнею, що виготовляла нарізний хліб.
Впродовж довгого часу білий хліб вважали хлібом багатих, у той час як бідняки їли темний хліб. Хоча наприкінці XX ст. темному хлібу стали віддавати перевагу через вищу харчову цінність, тоді як білий хліб став асоціюватися із неосвіченістю в харчуванні нижчого класу.
Інша важлива подія сталася в 1961 році, коли винайшли машину, яка значно автоматизувала роботу із тістом та значно зменшила період ферментації і час виготовлення одного буханця. Цей спосіб зараз широко використовується у всьому світі.

## Харчова цінність хліба
Звичайний хліб містить у собі поживні речовини, необхідні людині. У хлібі є білки, вуглеводи, вітаміни груп В, РР, мінеральні сполуки, наприклад, життєво важливі організму солі кальцію, заліза, фосфору. І що ще важливо, хліб має рідкісну властивість — він не приїдається, не може набриднути людям. Сьогодні хлібом людина майже наполовину вдовольняє потребу організму у вуглеводах, на третину — в білках, понад половину — вітамінів групи В, солях фосфору і заліза. Хліб на 30 % покриває нашу потребу в калоріях.
Деякі вчені вважають, що властивість хліба викликати в людини почуття ситості залежить від глютамінової кислоти, котра міститься в білкових речовинах хліба та відіграє важливу роль у процесах обміну в організмі. Цим, на думку фахівців, пояснюється прагнення голодної людини вгамувати голод насамперед хлібними продуктами.
Приблизно 100 років тому людина в середньому споживала 1 кг хліба на добу, сьогодні ми споживаємо лише 300—400 г, у майбутньому ця цифра може знижуватися, оскільки розширюється асортимент споживаних продуктів. Проте при вживанні і такої кількості хліба в організм людини надходить більше вуглеводів, ніж потрібно за нормами, розробленими фахівцями у сфері науки про харчування. Особливо це стосується людей, зайнятих розумовою працею.
Ефективним засобом підвищення вмісту білків у хлібі служить введення у його склад молочних продуктів, що не тільки підвищують його харчову цінність, а й покращують якість, особливо смак та аромат. Сьогодні понад 70 % хліба, який випікають промисловим способом, надходить до споживача з додаванням цінного молочного продукту — сироватки.

### Обмеження споживання хліба
Людям з проблемами шлунково-кишкового тракту варто відмовитись від споживання чорного хліба, оскільки там багато клітковини і висока кислотність, що може подразнювати оболонку шлунка. Таким людям рекомендовано вироби з борошна І ґатунку вчорашньої випічки або підсушені вироби: сухарі, бублики тощо.
Обмежити споживання хліба потрібно людям хворим на цукровий діабет, тому що це вуглеводний продукт. При порушені обмінних процесів варто вживати так звані «чорні» сорти хліба.

## Види хліба
Хліб є основним харчовим продуктом в Європі, Америці та на Близькому Сході і в Північній Африці, на відміну від Східної Азії, де основним є рис. Хліб, як правило, виготовляють із пшеничного борошна. Завдяки високому вмісту клейковини (яка дає пористість і еластичність тіста), пшениця є найпоширенішим зерном, яке використовується для приготування хліба, але також для хліба використовують інші зернові, такі як жито, ячмінь, кукурудзу, овес, як правило, але не завжди, в поєднанні з пшеничним борошном.

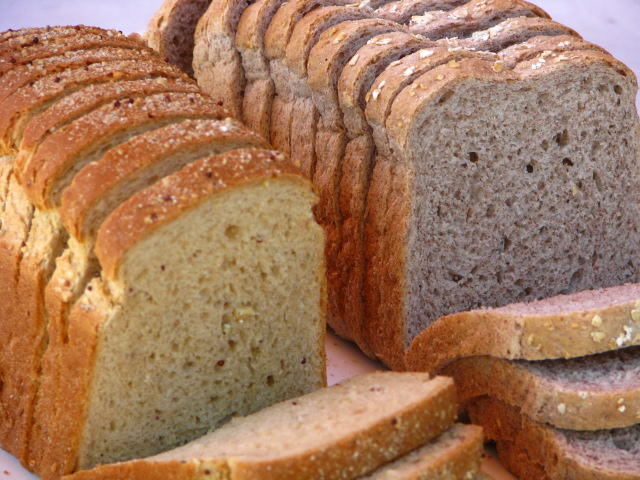
Білий та сірий хліб.

Залежно від виду борошна, яке використовується для приготування тіста, хліб поділяється на житній, пшеничний, житньо-пшеничний і пшенично-житній; від способу випікання — формовий і подовий; від рецептури — простий і поліпшений.
За видом борошна:
- Хліб із житнього борошна. До простих видів хліба з житнього борошна належать: хліб з оббивного, з обдирного та із сіяного борошна. Поверхня хліба з сіяного борошна, як правило, гладенька, з оббивного — шорстка, з наколеннями або без них; колір від світло-коричневого (сіяного) до темно-коричневого (оббивного).
- Хліб із житньо-пшеничного борошна. У ньому переважає житнє борошно. За рецептурою поділяється на простий і покращений. Найпоширенішим простим житньо-пшеничним хлібом є хліб з оббивного борошна. Для його приготування використовують борошно житнє оббивне і пшеничне оббивне у співвідношенні 60:40.
- Хліб із пшенично-житнього борошна має в рецептурі переважно пшеничне борошно. Його асортимент неширокий. З простих видів найпоширеніший оббивний, а з поліпшених — оббивний заварний. Пшенично-житній оббивний простий хліб виготовляють із суміші оббивного борошна пшеничного і житнього (70:З0). Пшенично-житній оббивний заварний хліб виготовляють з борошна пшеничного оббивного і житнього оббивного (70:25). Частину житнього оббивного борошна (5 %) заміняють на житній солод. Цим і відрізняється рецептура заварного житньо-пшеничного оббивного хліба від простого хліба. Він має темну м'якушку і темну глянцеву поверхню.
- Хліб із пшеничного борошна. Асортимент поліпшеного пшеничного хліба ширший, ніж простого. Для виготовлення такого хліба використовують усі сорти пшеничного борошна, за винятком оббивного.

За способом випікання:
- Формови́й — випікається в хлібопекарській формі.
- Подо́вий — випікається без форми, на хлібопекарському листі, деку. Історично такій хліб випікали на черені (поді) — внутрішній поверхні руської печі.

### Історичні види
- Каленик — хліб з калиновими ягодами;
- Си́тник — хліб з ситного борошна, тобто борошно дрібного помолу, просіяного крізь сито;
- Питльо́ваник — хліб з питльованого борошна («питльованки»), тобто борошна особливо дрібного помолу, отриманого на питлі.

## Структура та хімічний склад

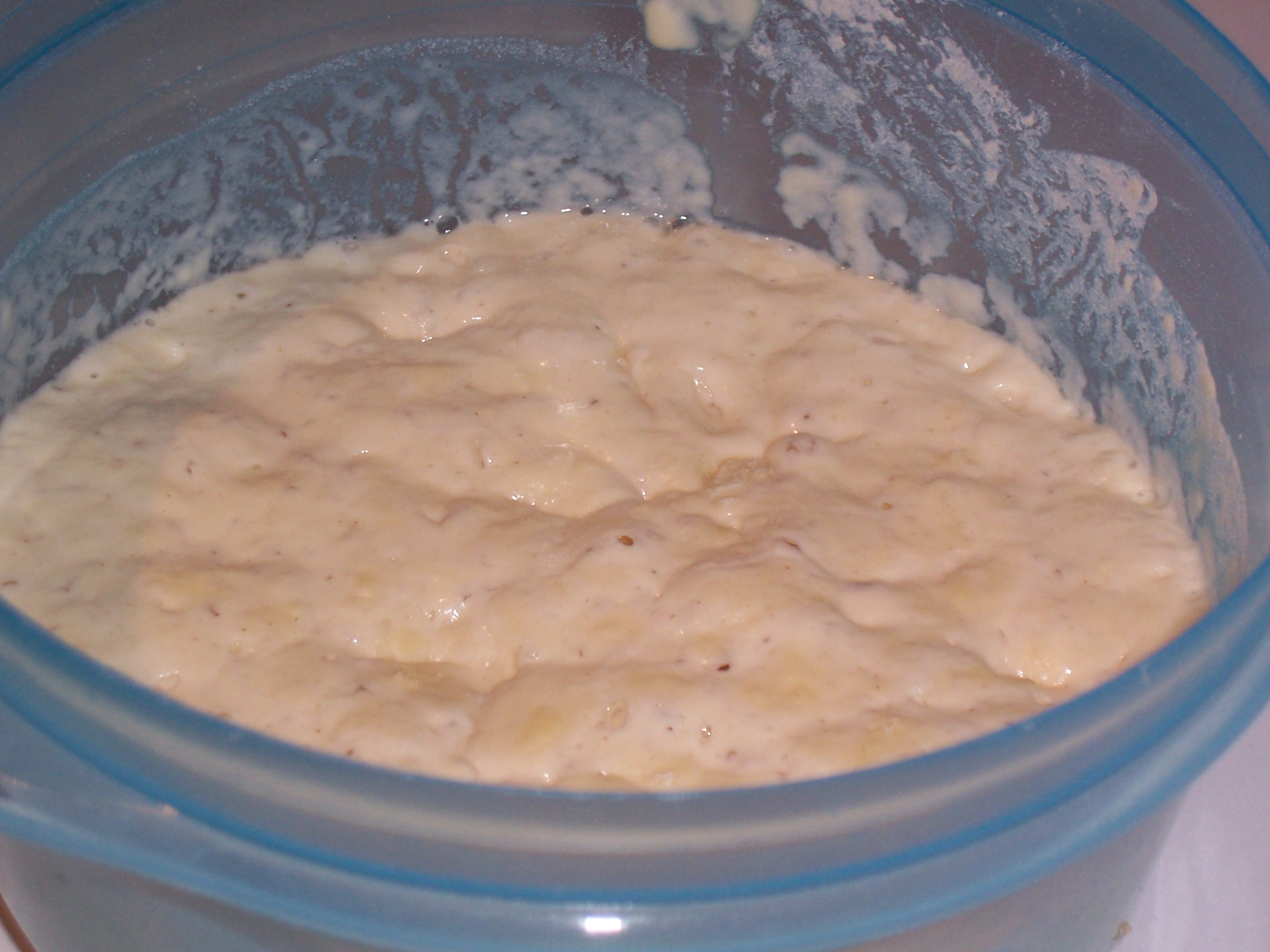
Опара.

Якість хліба з пшеничного борошна залежить переважно від реологічих властивостей клейковини. Хліб, виготовлений з пшеничного борошна, з якого завдяки клейковині тісто отримується із підвищеною еластичністю та пониженою розтягуваністю, має низькі показники якості: понижений об'єм, малорозвинуту пористість й блідну кірку. Мала розтягуваність або міцна клейковин часто асоціюється із пониженою активністю амілолітичних ферментів борошна. Блідна скоринка хлібу може бути наслідком або нестачі відновлюючих цукрів або продуктів гідролізу білка — пептидів й амінокислот, сполук, які беруть участь у реакціях меланоїдиноутворення.

Глютенове вікно як показник розтягуваності тіста. Випічка з тіста із розвиненим глютеновим каркасом є менш крихкою.

Сполуки бісульфіту натрію, цистеїну, глутатіону, аскорбінової кислоти, лецитину мають покращувальний вплив на реологічні властивості клейковини, тіста й якість хліба. Ліпіди беруть участь у формуванні білкового комплексу клейковини пшениці, визначаючи хлібопекарські властивості пшеничного борошна. Додавання незначних кількостей фосфоліпідів (до 0,3 % від маси борошна) відбувається зміна реологічних характеристик клейковини.

### Борошно
Борошно виготовляється із зерен, роздрібнених до порошкоподібного стану. Саме від борошна залежить основна структура випеченого хліба. Найпоширеніша борошно житнє, ячмінне, кукурудзяне та інші, але для приготування хліба найчастіше використовується пшеничне борошно, розмелене за спеціальною технологією. У середньому зерно в процесі перетворення на борошно проходить шлях до 5 км по різних поверхах сучасного млина. З борошном у хліб потрапляють крохмаль і білки.
Крім крохмалю, пшеничне борошно містить речовини трьох водорозчинних білкових груп: альбумін, глобулін, протеазу, та двох нерозчинних у воді білкових груп: глютенін та гліадин. При змішуванні з водою розчинні білки розчиняються, а ті, що залишаються — глютенін і гліадин формують структуру тіста. При замішуванні тіста глутенін складається в ланцюжки довгими тонкими молекулами, а коротший гліадин формує містки між ланцюжками глютеніну. Отримана сітка з цих двох білків і називається клейковиною.

### Рідини
Вода або інша рідина використовується для формування тіста з борошна. Об'єм необхідної рідини відрізняється залежно від рецепту, але загальноприйнятим для дріжджового хліба є приблизне співвідношення однієї об'ємної частини рідини до трьох частин борошна. У рецептах, в яких використовується опара, вміст рідини може перевищувати вміст борошна. На додаток до води можуть використовуватися інші рідини, серед яких молочні продукти, фруктові соки та пиво. У складі кожної з цих рідин у хліб, як і з водою, потрапляють додаткові підсолоджувачі, жири та компоненти закваски.

### Заквашування
Заквашування — це процес додавання газоподібної речовини в тісто перед випічкою, щоб отримати легший хліб. Більшість хліба на Заході готується на дріжджовому тісті. Але також буває прісний хліб, який має важливе символічне значення в юдаїзмі (маца), а також оплаток, який використовується деякими християнськими церквами.
У східних і західних слов'ян для заквашування тіста застосовувалися великі дерев'яні посудини — діжі.

#### Заквашування з хімічної точки зору
Простий метод заквашування тіста для хліба — використання хімічних речовин для отримання газоподібних речовин у тісті. Існує два найпоширеніших методи. По-перше, можна використовувати розпушувач або борошно до складу якого входить розпушувач. По-друге, можна використовувати кислотний інгредієнт, такий як маслянка, і додати харчову соду. Результатом реакції кислоти і соди буде газоподібна речовина.
Хімічно заквашений хліб також називають «швидким хлібом» і «хлібом на соді». Цей метод широко використовується при випічці кексів і солодкого хліба, такого як банановий хліб.

#### Заквашування дріжджами
Багато сортів хліба заквашують на дріжджах. Дріжджі викликають бродіння вуглеводів у борошні і цукрі, при цьому виділяється діоксид вуглецю. Більшість виробників і пекарень у Європі та США використовують для тіста хлібопекарські дріжджі. Вони дають постійний, швидкий і випробуваний результат. Менш поширеною є дріжджова закваска на основі квіток хмелю. Такий спосіб заквашування менш зручний для промислового виробництва (тісто підходить значно довше і іноді спостерігається його закисання), проте хліб на хмелю вважається кориснішим для людини і тому виробляється в невеликих кількостях як дієтичний продукт.
Як у методі з хлібопекарськими дріжджами, так і у методі випікання хліба із сухою закваскою дотримуються однакового шаблону. Воду змішують з борошном, сіллю і розпушувачем (хлібопекарські дріжджі або суха закваска). Інші добавки (спеції, трави, жири, зерна, фрукти тощо) не є необхідними для хлібобулочних виробів, але часто використовуються. Замішаному тісту дають піднятися один або більше разів (триваліший час підйому приводить до кращого смаку, тому пекарі часто збивають тісто і дають йому піднятися знову), потім надають тісту форму батонів або закладають у хлібопекарські форми і, можливо, після додаткового підйому тіста, хліб випікають.
Багато сортів хліба (такі, як відомий французький багет) роблять з безопарного тіста, всі компоненти якого відразу змішуються разом, і після підйому тісто випікається. В інших випадках тісто може бути зроблено на опарі, для якої певна кількість борошна, води і закваски змішують і дають бродити певний час. У день випікання додаються інші інгредієнти, а інша частина процесу збігається з випічкою з безопарного тіста. В такому випадку виходить смачніший хліб з кращою текстурою. Багато пекарів вважають, що тісто на опарі є компромісом між надійними результатами хлібопекарських дріжджів і смаком/складністю довшого бродіння. Це також дозволяє при випічці використовувати мінімальну кількість хлібопекарських дріжджів, які в перший час після появи були дефіцитним товаром і коштували досить дорого.

#### Закваска
Кислий смак закваски і хліба на її основі відбувається не від дріжджів, а від молочнокислих бактерій, з якими дріжджі живуть у симбіозі. Молочнокислі бактерії харчуються побічними продуктами бродіння дріжджів і, у свою чергу, роблять культуру в цілому кислішою, виділяючи молочну кислоту, яка не дає заквасці зіпсуватися (оскільки більшість мікробів не здатні вижити в кислотному середовищі). Спочатку весь хліб готувався на заквасці, а процес заквашування залишався незрозумілим до XIX століття, коли за допомогою мікроскопа вчені змогли виявити мікроби, які змушують тісто підніматися. Відтоді проводилася селекція і культивація дріжджів з метою підвищення надійності і швидкості ферментації. Потім мільярди цих клітин пакували і продавалися як «Хлібопекарські дріжджі». Хліб, зроблений на основі таких дріжджів не кислий, оскільки в ньому немає молочнокислих бактерій. Пекарі в усьому світі швидко прийняли ці дріжджі, оскільки випікання хліба з їх допомогою ставало простим, а функціонування пекарні стало гнучкішим. Крім того, процес випікання став швидшим, що дозволило пекарням випікати свіжий хліб тричі на день. Тоді як пекарні в Європі продовжували пекти хліб на основі закваски, в США закваску повсюдно замінювали дріжджами.
У СРСР перший завод з виробництва кормових дріжджів побудований в 1935 році. Як вихідну сировину на ньому використовували відходи целюлозної і деревообробної промисловості, бавовняне лушпиння, кошики соняшнику, стрижні кукурудзяних качанів, бурякову мелясу, картопляну мезгу, виноградні вичавки, пивну дробину, а також барду спиртових виробництв. Найперші дріжджі були вирощені на деревині. Для цього, подрібнивши її піддавали гідролізу. Целюлоза перетворювалася на цукор. Потім сироп очищали, додавали мінеральні солі і перекачували у ферментер. Коли урожай дозрівав, мікробна маса спрямовувалася на очищення і сушку. Виходив порошок, що містив більше 50 % білка.
З 1947 р. цей порошок почали використовувати в хлібопекарській промисловості для того щоб отримати швидкий і дешевий хліб. Тісто на природних дріжджах (як солодових, так і хмелевих) дозріває набагато повільніше. Вартість закваски з хмелю та солоду — вище.

## Технологія приготування хліба
Виготовлення хлібобулочних виробів поділяється на такі операції:
- підготовка сировини до виробництва — перемішування, просіювання борошна, розчинення масла, дріжджів, розчинення солі у воді, підготовка заквасок, замішування опари;
- замішування тіста, його бродіння;
- формування хлібобулочних виробів — поділювання, округлювання, закатування тіста;
- вистоювання (ферментація), щоб тісто остаточно збільшилося в об'ємі (стало пухкішим)
- випікання;
- охолоджування;
- нарізання, пакування, підготовка до транспортування.

Хлібобулочні вироби можна випікати як за опарною, так і за безопарною технологією (опара — це суміш борошна, води та дріжджів, часом цукру та сироватки, для виготовлення якої використовують частину борошна, потрібного за рецептом). Опарний спосіб триває більше часу, ніж безопарний, який часто називають ще прискореним. Час бродіння опари — від 6 годин. Розрізняють опари густі й рідкі (через вологість тіста), високі й низькі (через підіймальну силу дріжджів). Пшеничні сорти хліба готують на дріжджах, житні — на молочнокислих заквасках (це пов'язано з особливостями житнього борошна). Після закінчення бродіння в опару до діжки з нею додають решту інгредієнтів й остаточно замішують тісто. Безопарна технологія передбачає використання активніших дріжджів (або більшого їх обсягу), універсальних поліпшувачів, інтенсивніше замішування тіста.
На фото показано етапи виготовлення подового хліба
|                                             |
| Приготування тіста, зразу після замішування |

|                       |
| Поділ тіста на порції |

|                                    |
| Порожні кошики для випікання хліба |

|                                      |
| Обсипання кошиків для хліба борошном |

|                 |
| Тісто в кошиках |

|                                        |
| Підростання хліба в теплому приміщенні |

|                                      |
| Надрізання хліба для отримання форми |

|                       |
| Хліб після надрізання |

|                                     |
| Виймання з кошиків перед випіканням |

|                      |
| Саджання хліба в піч |

|                          |
| Виймання спеченого хліба |

|                          |
| Остигання готового хліба |

### Виготовлення хліба в домашніх умовах

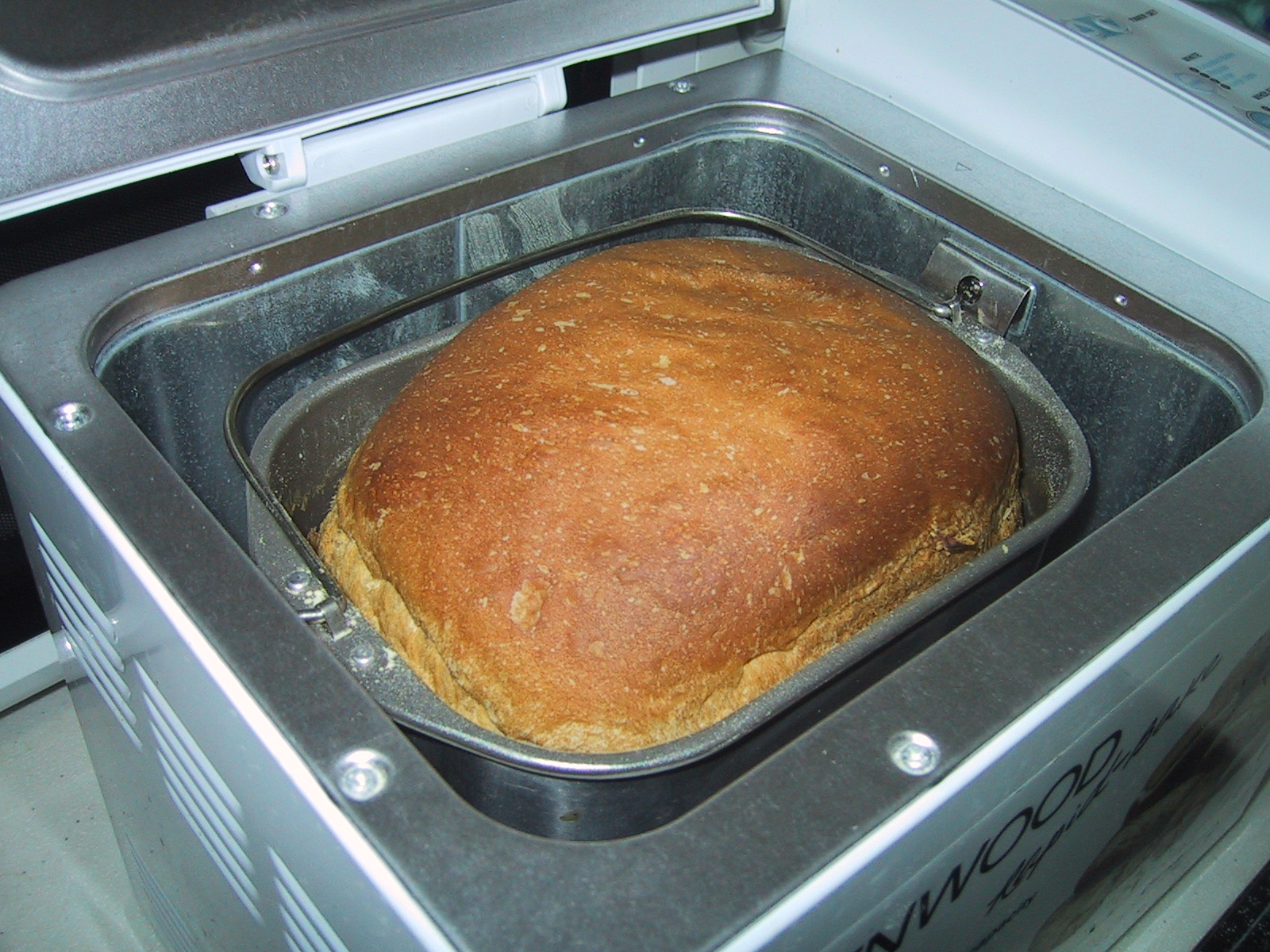
Відкрита хлібопічка із свіжовипеченим хлібом.

Останнім часом повертаються традиції домашнього хлібопечення. Сучасні хлібопічки дозволяють, не витрачаючи багато зусиль, готувати вдома смачний якісний хліб та спрощують виготовлення тіста.

## Зберігання
Свіжий хліб цінується за свій смак та колір. Підтримання свіжості дуже важливе, щоб зберегти хліб смачним. Хліб кладуть у герметичні ємності, такі як хлібниці, щоб зберегти свіжість. Поверхня хліба, який тримають у теплому вологому оточенні, сприйнятлива для росту цвілі. Хліб швидко черствіє при низьких температурах, хоча за утримання його в холоді менш ймовірно, що буде рости пліснява.
Хліб черствіє внаслідок того, що крохмальні полісахариди, які входять у його склад, переходять з розчинного стану в нерозчинний. Щоб хліб якомога довше не черствів, виробники додають у хліб клейстеризований крохмаль, мальтозні сиропи, патоку, солодові препарати. З цією метою можуть застосовуватись і поверхнево-активні речовини: поліоксиетиленстеарат, моно- і дигліцериди стеаринової кислоти. Деякий час зберегти хліб свіжим допомагають полімерна плівка або парафінований папір. Найкраще зберігати свіжий хліб на морозі.
- Хліб добре зберігається у ящику з кераміки з отворами для повітря.
- У герметичній посудині з пластмаси хліб довше залишається свіжим, але може також швидко пліснявіти.
- Дерев'яні ящики чи папір висмоктують з хліба вологу, і він сохне. Теж саме стосується зберігання в холодильнику, якщо хліб не поміщено в полімерний мішок.

## Хліб у культурному контексті
Для багатьох культур світу хліб не тільки основний харчовий продукт. Молитва «Отче наш», наприклад, містить такі рядки: «Хліб наш насущний дай нам сьогодні». «Хліб» тут мають на увазі як потреби для життя взагалі. В Ізраїлі на робочих демонстраціях основне прохання було «роботу, хліб», а в 1950-х роках бітники використовували слово хліб як евфемізм для грошей. У СРСР Володимир Ленін та інші більшовики обіцяли «Мир, землю і хліб», що пізніше стало головним лозунгом радянської пропаганди. В Україні є традиція зустрічати гостей хлібом і сіллю.
На противагу цьому в Азії більше цінується як основний харчовий продукт—рис. За винятком північної Індії та північного Китаю хліб не є основним продуктом. Консервативніші жителі Китаю використовують в їжу рис у борошні.
Політично вимога хліба завжди мала велике значення:
- У Римській імперії правителі зробили висновок, що плебеї прагнуть «хліба та видовищ».
- Коли до Версалю прийшли голодні парижани, Марія Антуанетта буцімто промовила: «Якщо у них немає хліба, нехай їдять тістечка!».
- У часи Великої депресії вживався виборчий лозунг «роботи і хліба».

Найповнішу, на сьогодні, культурно-історичну працю про хліб написав письменник і історик культури Генріх Едуард Якоб (1889—1967) під назвою «Шість тисяч років хлібу». Гамбург: Rowohlt 1954.

### Хліб у різних культурах
| Традиційний бріош | Піта | Багети | Матнакаш та інші види вірменських хлібів | Хліб-домовина з Тайваню |

У багатьох країнах існують свої національні рецепти приготування хліба:
- Коровай (Україна)
- Бейгл (США)
- Брецель (Німеччина)
- Бріош (Нормандія, Франція)
- Наан (Індія)
- Тандир-нан (Середня Азія)
- Лаваш (Кавказ)
- Юха (Азербайджан)
- Маца (Ізраїль)
- Піта (Близький Схід)
- Піца (Італія)
- Тортилья (Мексика)
- Флатбрьо (Норвегія)
- Фолар (Португалія)
- Французький багет (Франція)
- Чапаті (Індія)
- Чіабата (Італія)
- Пумпернікель (Німеччина)
- Тигровий хліб (Нідерланди)
- Карасау (Сардинія, Італія)
- Хліб-домовина (Тайвань)

В Іспанії хліб називають «пан», і ця країна має найбільше видів хліба на землі ─ 315. У Британії і США найпопулярнішим є м'який хліб з тонкою скоринкою, який продається нарізаним у пакетах. Цей хліб виготовляють на фабриках, які здатні виробляти до 10 000 буханок за годину. В південній Азії їдять роті та чапаті (різновидності плаского хліба). Їх найчастіше готують із гірчичного борошна. Інший вид ─ пурі, тонкий плоский хліб, який смажать, а не печуть, і під час смаження дують на нього.

### Хліб у культурі українців

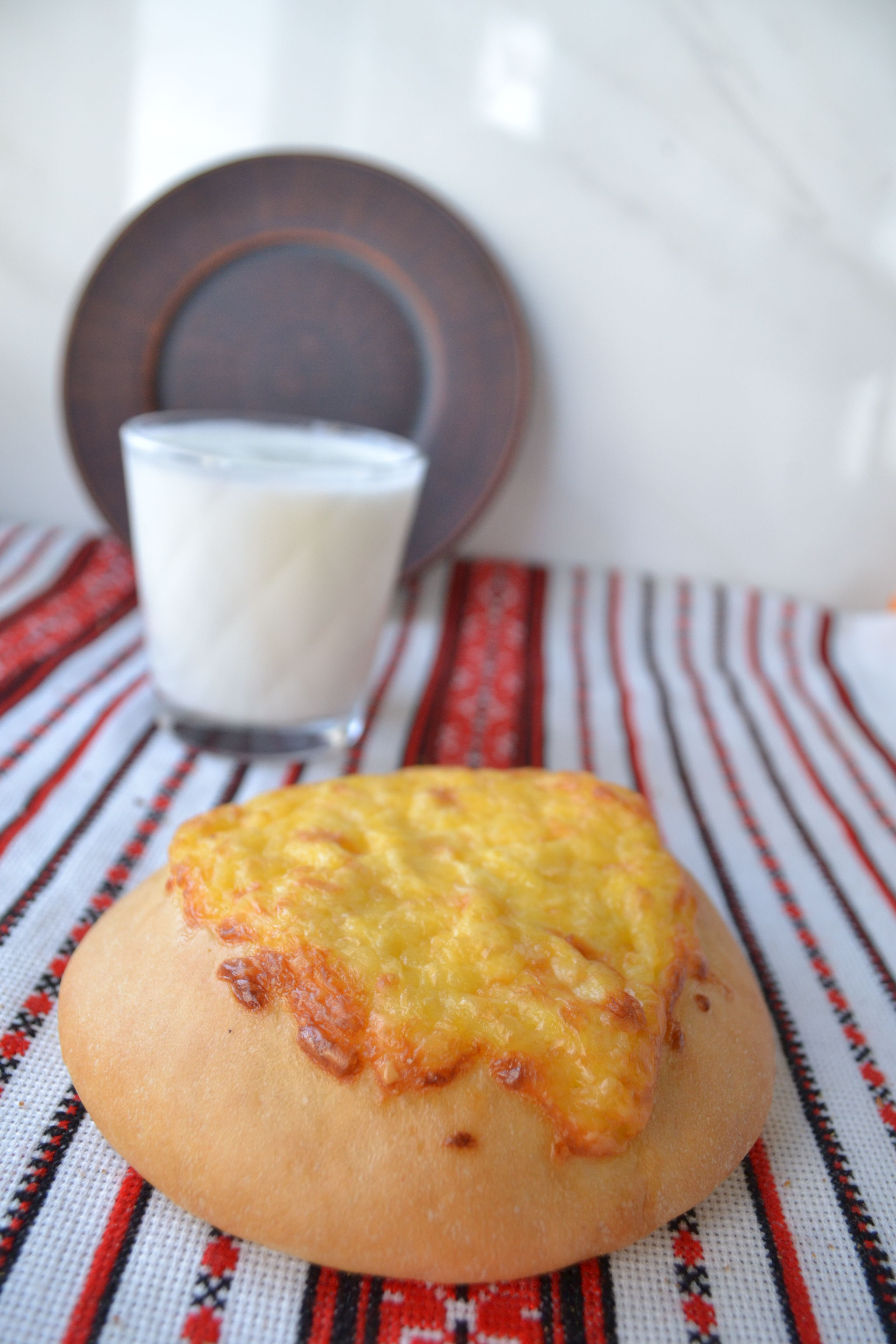
Паляничка сирна

Українці, як землеробський народ із давніми традиціями, здавна використовували жито і пшеницю як головні харчові культури. Тому українці дуже шанували хліб. Хліб на столі вважався найбільшою святинею. Хліб-сіль, подані гостеві на вишитому рушнику, були й залишаються вищим проявом гостинності. З хлібом пов'язано безліч звичаїв і повір'їв, наприклад, хліб дозволялося різати тільки у висячому положенні і тільки в напрямку до себе. Якщо шматок хліба впав, його слід було підняти, поцілувати і знову покласти на стіл, бо викинути шматок вважалося святотатством. У цих звичаях виявлявся постійний острах голоду, який переслідував предків сучасних українців. «Забудьок» (хліб, забутий у печі) використовували для того, щоб допомогти щось забути, наприклад дівчині, яка виходила заміж — скоріше забути батьківську домівку, худобі купленій на ярмарку — забути старого господаря.
Українці хліб вшановують як святиню, в народі про нього так і кажуть: «святий хліб». Великим гріхом вважається викинути навіть маленький шматочок. Колись вірили, що на тому світі люди, які без пошани ставилися до хліба, збиратимуть усі викинуті під час земного життя крихти. Залишки хліба віддавали свійським тваринам або спалювали в печі.

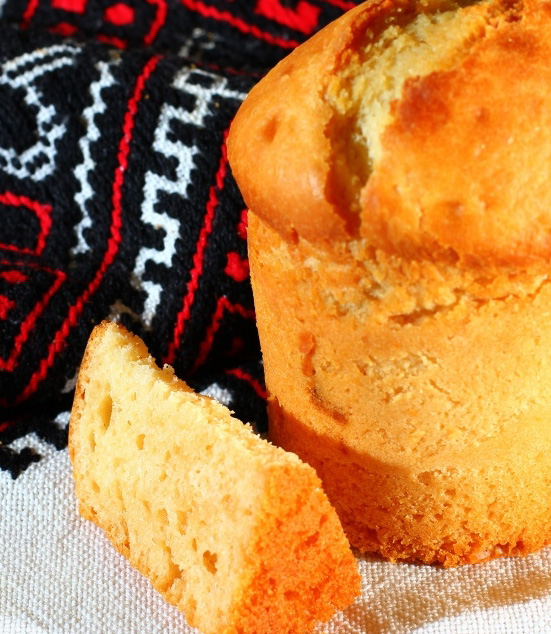
Хліб на українському вишитому рушнику.

Хліб є символом добробуту. Побажання «хліб та сіль» прикликає до родини багатство. Хлібні жертви у давнину приносили хатнім духам, зокрема домовику, духам землі — щоб добрий був урожай, водянику — щоб не топив худоби та людей.
Обіцянку, яку скріпили хлібом, не можна було порушити. Хлібинами обмінювались, укладаючи важливі торговельні або земельні угоди. Свати приносили до хати дівчини хлібину, а взамін, у разі згоди, отримували паляницю. Подекуди під час сватання спеціально випечений пиріг ділять навпіл. Одну його половину віддають представникам роду молодого, друга залишається в батьків молодої. Це було відлунням давнього причастя. Колись усі, хто їв за одним столом ритуальну страву, вважалися спільниками в певній справі. Це був лише обряд, який пізніше переродивсь у традицію завершувати важливу роботу великим застіллям із багатьма наїдками. Але обов'язково була якась головна «хлібна» страва, яку навіть не завжди споживали. Вона мала суто обрядовий характер.
Хліб і досі відіграє важливу роль у весільних та поховальних обрядах. Учені вважають, що серед інших слов'янських обрядових дійств українське весілля посідає перше місце за повнотою застосування ритуального хліба, починаючи від моменту сватання.
У весільній церемонії коровай бере участь від початку і до кінця. Ним благословляють молоду пару батьки. Гості, обдаровуючи молодих, кладуть подарунки «на коровай» чи «до короваю». Врешті, святкування завершується поділом короваю. Серединка дістається молодятам, як символ зародження нового життя. Потім староста ділить коровай між гостями, а основа, або так звана «підошва» віддається музикантам за веселу музику. Часто перед цим молодь, яка залишилася до кінця, танцює з підошвою. Це називається «розтанцювати коровай».
Важливе місце серед інших різновидів обрядового хліба посідають паски, які в деяких регіонах України називаються «баби». На сході пасхальний хліб був інакшим — прісним, мав прямокутну форму і пов'язувався з чоловічою символікою. Перше свідчить про те, що ця традиція дуже давня, адже прісний хліб з'явився раніше, ніж дріжджовий. Друге — про те, що цей хліб був присвячений підземному богу, пов'язаному із плодючістю. Прямокутник у ранніх формах мистецтва позначав поле й був символом цього бога.

## Цікаві факти про хліб

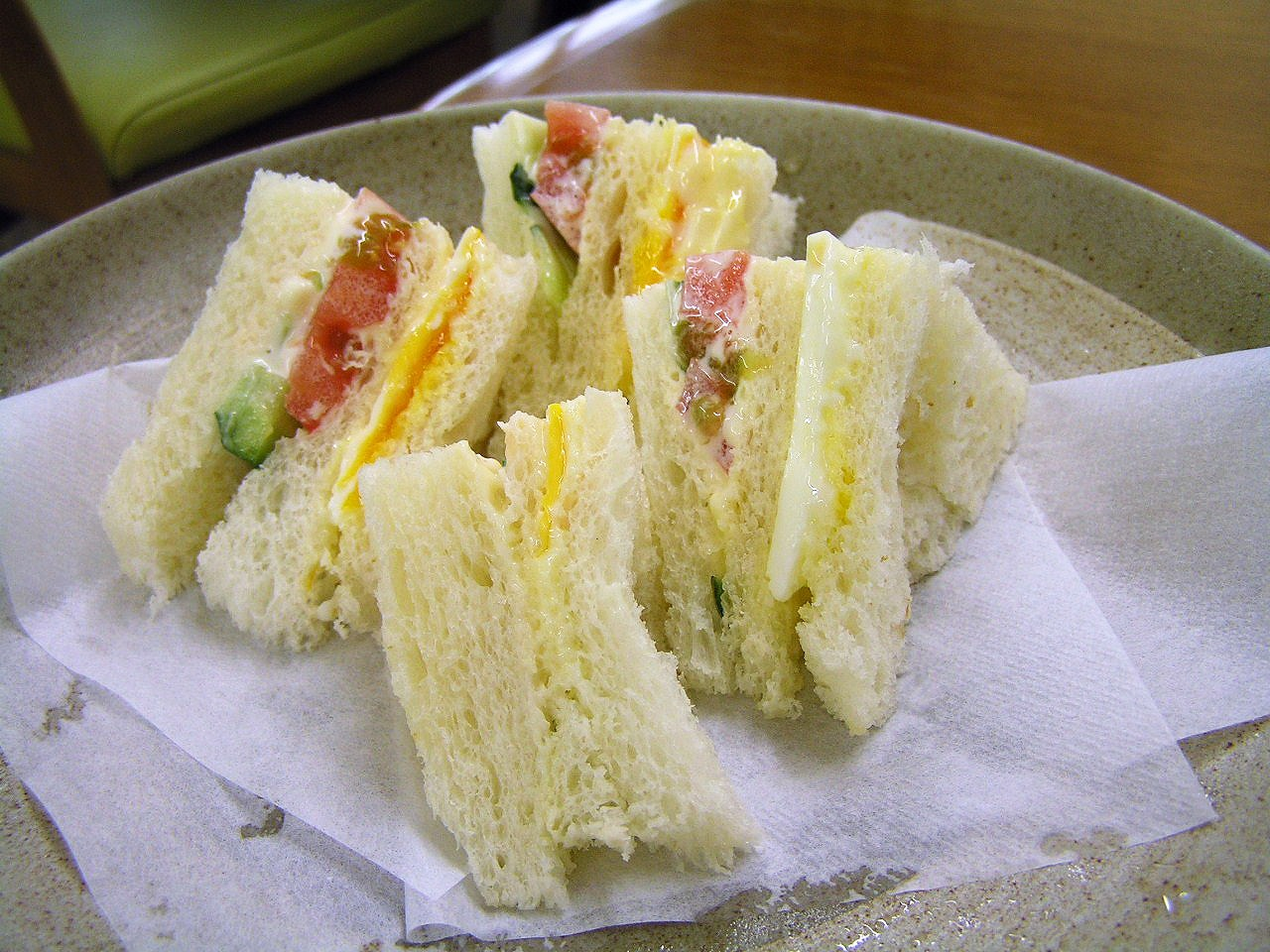
Англійські сендвічі.

- Один з найпопулярніших різновидів бутербродів — сендвіч був названий на честь графа Сендвіча — відомого картяра. Саме він вигадав класти м'ясо між двома скибками хліба, щоб не забруднити руки за картярською грою.
- З перших століть нашої ери в Індії існував закон, за яким злочинців карали тим, що на певний час забороняли їсти хліб. При цьому індійці були впевнені, що той, хто не їсть хліб, матиме погане здоров'я і нещасну долю. І говорили при цьому: «Все є їжа, але хліб є її велика мати».
- Виявляється, що запах хліба — один із найбагатших і складніших за своїм складом. Виникає він при взаємодії понад шістдесяти ароматичних елементів.
- З одного зернятка виходить близько двадцяти міліграмів борошна, і це означає, що для випікання одного буханця потрібно борошно від помелу приблизно 10 тисяч зерен.

### ДСТУ
- ДСТУ 2120-93. Хлібопекарське виробництво. Терміни та визначення
- ДСТУ 2209-93. Борошно, побічні продукти і відходи. Терміни та визначення